# Renata Scaglia
Renata Scaglia (Torino, 24 aprile 1954) è un'ex discobola italiana.

## Biografia
Prese parte a tre edizioni dei Giochi del Mediterraneo conquistando la medaglia d'argento ad Algeri 1975, quella d'oro a Spalato 1979 e quella di bronzo a Casablanca 1983. Fu anche sette volte campionessa italiana assoluta del lancio del disco tra il 1973 e il 1984 e nel 1984 vinse anche il titolo di campionessa italiana ai campionati italiani invernali di lanci.

## Palmarès
| Anno | Manifestazione          | Sede       | Evento           | Risultato | Prestazione | Note  |
| ---- | ----------------------- | ---------- | ---------------- | --------- | ----------- | ----- |
| 1975 | Giochi del Mediterraneo | Algeri     | Lancio del disco | Argento   | 50,60 m     | [ 1 ] |
| 1979 | Giochi del Mediterraneo | Spalato    | Lancio del disco | Oro       | 52,92 m     | [ 1 ] |
| 1983 | Giochi del Mediterraneo | Casablanca | Lancio del disco | Bronzo    | 53,34 m     | [ 1 ] |

## Campionati nazionali
- 7 volte campionessa italiana assoluta del lancio del disco (1973, 1974, 1975, 1976, 1978, 1981, 1984)
- 1 volta campionessa italiana assoluta del lancio del disco invernale (1984)

1973
- Oro ai campionati italiani assoluti di atletica leggera, lancio del disco - 49,10 m

1974
- Oro ai campionati italiani assoluti di atletica leggera, lancio del disco - 48,74 m

1975
- Oro ai campionati italiani assoluti di atletica leggera, lancio del disco - 50,56 m

1976
- Oro ai campionati italiani assoluti di atletica leggera, lancio del disco - 49,94 m

1978
- Oro ai campionati italiani assoluti di atletica leggera, lancio del disco - 52,96 m

1981
- Oro ai campionati italiani assoluti di atletica leggera, lancio del disco - 51,58 m

1984
- Oro ai campionati italiani invernali di lanci, lancio del disco - 52,16 m
- Oro ai campionati italiani assoluti di atletica leggera, lancio del disco - 51,14 m